# Ary de Vois
Ary de Vois ou Arie de Vois (1632-1635 - juillet 1680) est un peintre du Siècle d'or néerlandais. 

## Biographie
Ary de Vois est né et mort à Leyde. Il est le fils d'Alewijn de Vois d'Utrecht, organiste à l'église Saint-Pierre de Leyde en 1635. Il est l'élève à Utrecht de Nicolaus Knüpfer, qui a également enseigné à Jan Steen. Il retourne ensuite à Leyde pour étudier avec Abraham van den Tempel, qui y a vécu entre 1648 et 1660. De Vois rejoint la Guilde de Saint-Luc de Leyde le 16 octobre 1653, et paye ses cotisations jusqu'en 1677. Il en est doyen en 1662-64, chef de brigade en 1664-65 et doyen de nouveau de 1667-68. Il épouse Maria van der Vecht le 5 février 1656. 
Selon Houbraken, son mariage provoque une baisse dans sa production, surtout quand il déménage à Warmond, où il commence à pêcher comme passe-temps. Il doit retourner à Leyde afin de maintenir sa production.

## Style
Ary de Vois fait partie des fijnschilders, est portraitiste et peintre d'histoire.

## Galerie

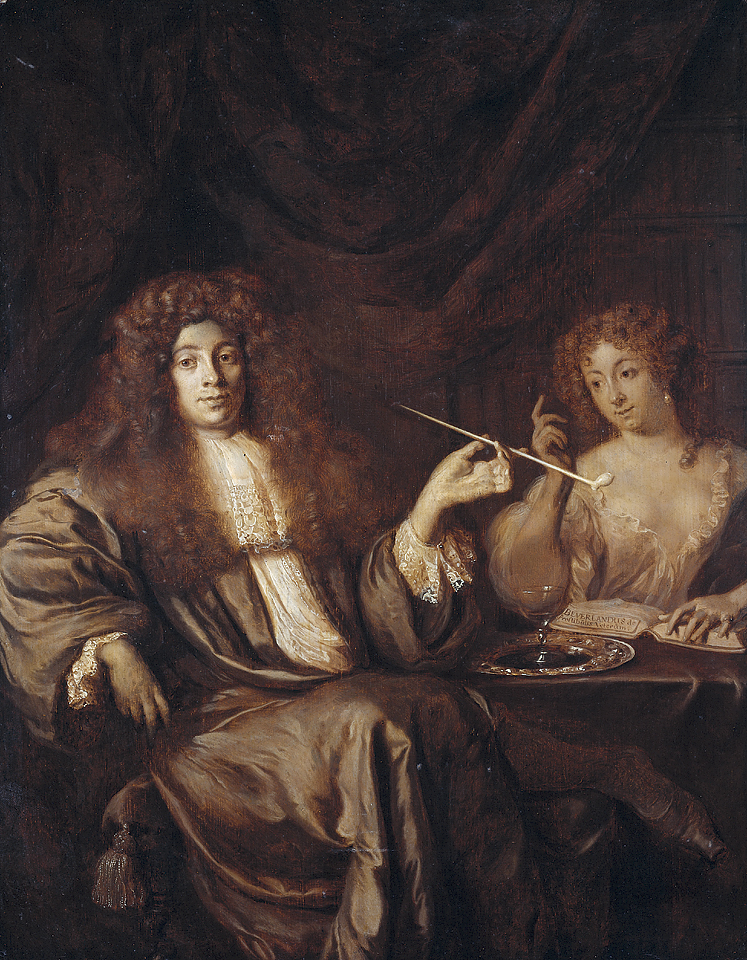
Portrait de l'écrivain Adriaan van Beverland avec une femme légère, c. 1680.
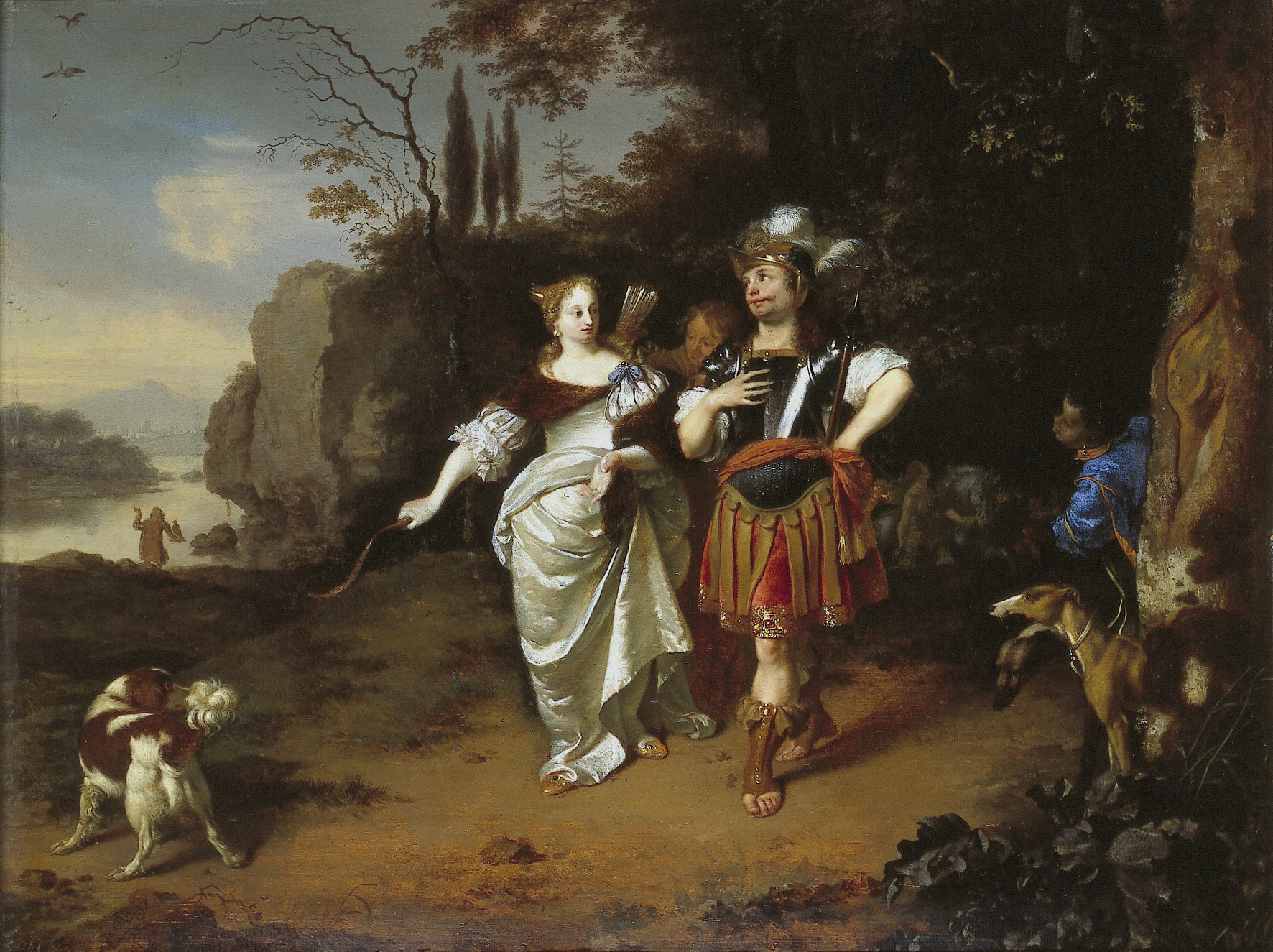
Didon et Énée à la chasse.
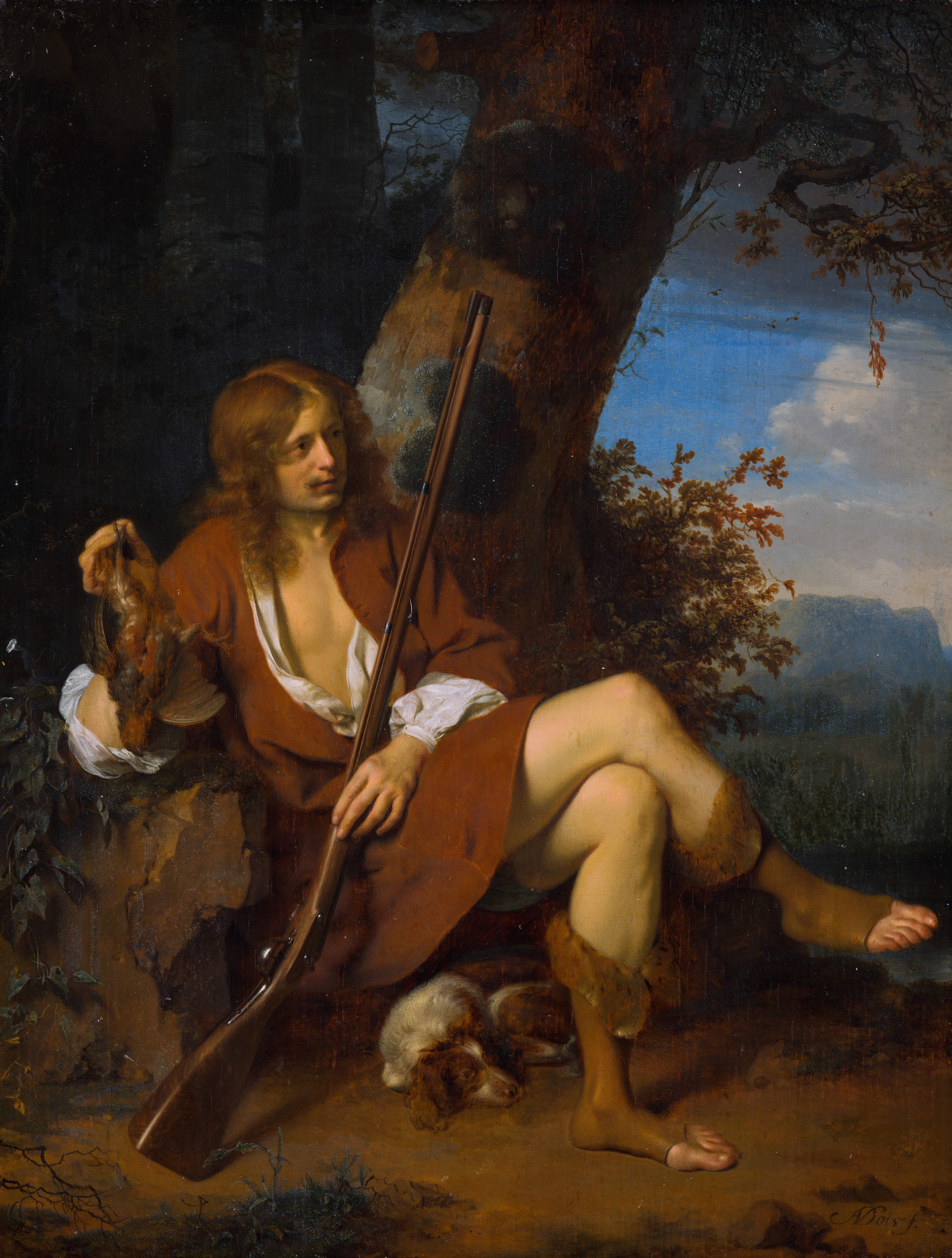
Autoportrait en chasseur, c. 1660.
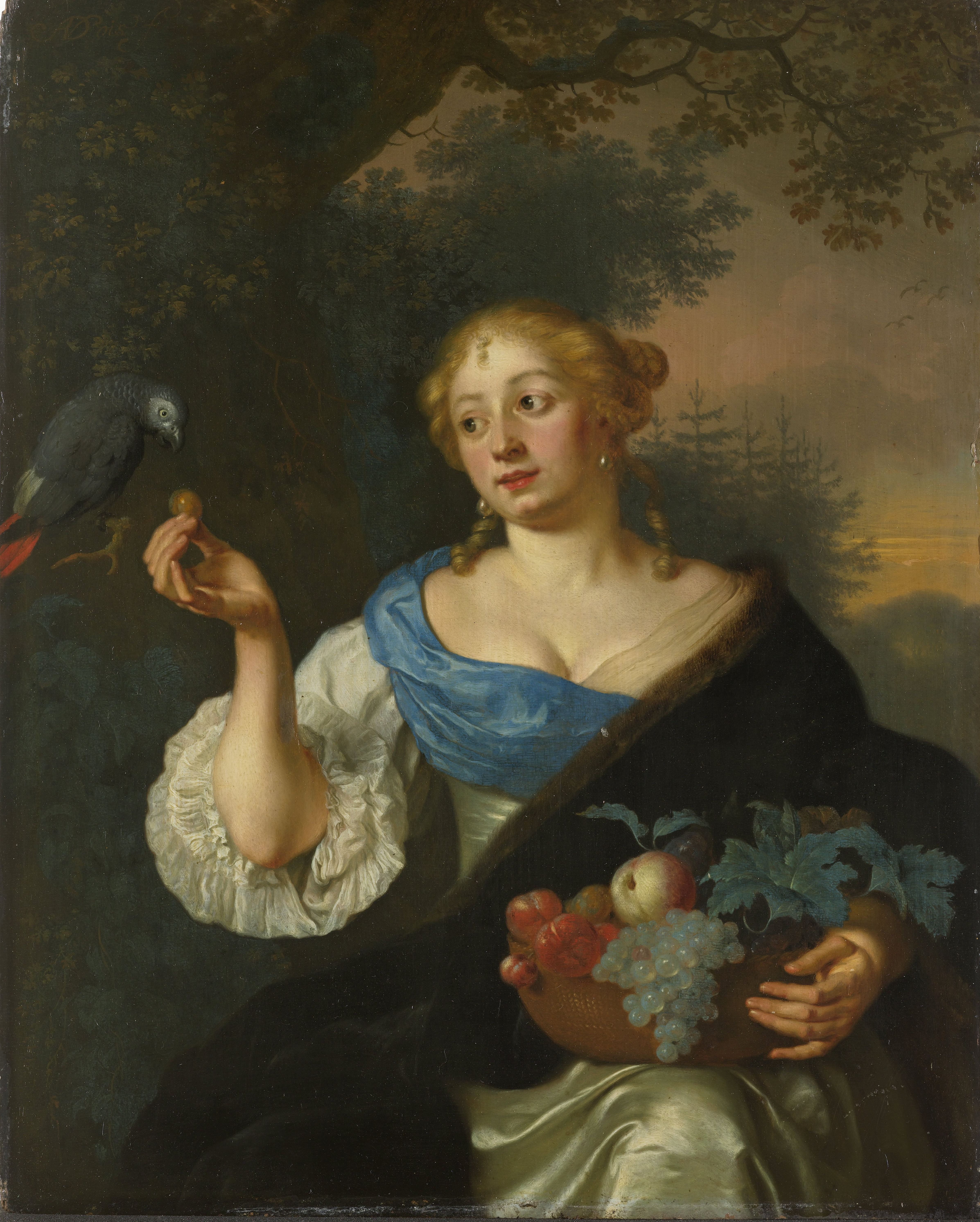
Jeune femme au perroquet, entre 1660 et 1680.